# Distrito de Barranca (Datem del Marañón)

División política del departamento de Loreto.

El distrito de Barranca es uno de los seis que confoman la provincia de Datem del Marañón, ubicada en el departamento de Loreto en el Nororiente del Perú.
Desde el punto de vista jerárquico de la Iglesia católica forma parte del Vicariato Apostólico de Yurimaguas, también conocido como Vicariato Apostólico de San Gabriel de la Dolorosa del Marañón.

## Geografía humana
En este distrito de la Amazonia peruana habita la etnia Quechua, grupo Quechua del Pastaza y del Tigre, autodenominado Alama / Inga.

## Demografía
Actualmente, la estimación poblacional del distrito alberga 17,828 habitantes.
| Censos oficiales | Categorías | Población | Estimado 2024 |
| ---------------- | ---------- | --------- | ------------- |
| INEI 2007        | Urbano     | 1,382     | 17,828 Hab    |
| INEI 2007        | Rural      | 872       | 17,828 Hab    |
| INEI 2007        | Total      | 2,254     | 17,828 Hab    |
| INEI 2017        | Urbano     | 8,216     | 17,828 Hab    |
| INEI 2017        | Rural      | 4,526     | 17,828 Hab    |
| INEI 2017        | Total      | 12,742    | 17,828 Hab    |

## Centros poblados
Según el censo del INEI 2017, el Distrito de Barranca tiene los siguientes centros poblados.
| CÓDIGO | CENTROS POBLADOS (INEI 2017) |
| 0002   | BARRANCA                     |
| 0003   | SAN JUAN DE SASIPAHUA        |
| 0005   | SAN JUAN DEL SABALO          |
| 0006   | SANTA ROSA DE SABALO         |
| 0013   | BAGAZAN                      |
| 0015   | BOCA SASIPAHUA               |
| 0016   | ESTRELLA                     |
| 0017   | LAUREL                       |
| 0019   | TIGRE PLAYA NUEVO            |
| 0020   | SAN JOSE                     |
| 0021   | HUAMACHUCO                   |
| 0022   | GALLITO                      |
| 0023   | PUESTO RESBALON              |
| 0024   | ANGAMOS                      |
| 0026   | URUGUAY                      |
| 0027   | MONZANTE                     |
| 0030   | PRIMAVERA                    |
| 0032   | SAN JUAN DE MIRAFLORES       |
| 0033   | BRISTOL                      |
| 0034   | MIRAFLORES                   |
| 0036   | SAN JUAN DE MOJARAYACU       |
| 0038   | SAKE                         |
| 0040   | BUENA VISTA                  |
| 0041   | PACHACUTEC                   |
| 0044   | NUEVA ESPERANZA              |
| 0045   | PORVENIR                     |
| 0048   | COPAL                        |
| 0050   | NUEVO MILAGRO                |
| 0051   | SAN GABINO                   |
| 0052   | NUEVO PROGRESO               |
| 0053   | HACHAPOZA                    |
| 0054   | NUEVO PONGO                  |
| 0055   | NUEVA ISLANDIA               |
| 0061   | LINCHES                      |
| 0062   | LURIN                        |
| 0064   | SAN ANTONIO                  |
| 0065   | PUERTO GERMAN                |
| 0068   | INDIO DEL PERU               |
| 0069   | PALPAS                       |
| 0070   | LIBERTAD                     |
| 0071   | PAPA YACU                    |
| 0072   | PORVENIR                     |
| 0073   | NAYUMPIM                     |
| 0074   | WAWAJIN                      |
| 0076   | SAN MIGUEL                   |
| 0078   | BOCA SHIMBILLO               |
| 0080   | CARABANCHEL                  |
| 0081   | ISLA DE LURIN                |
| 0083   | SHUPAL                       |
| 0084   | SAN RAFAEL                   |
| 0085   | NUEVO IDEAL                  |